# ميللي (بيدمونت)
ميللي ( Lo Mèl باللغة الأكستانية) هيبلدية (كوميون) في مقاطعة كونيو في منطقة بيدمونت الإيطالية، وتقع على بعد حوالي 60 كيلومتر (37 ميل) جنوب غرب تورينو وحوالي 30 كيلومتر (19 ميل) شمال غرب كونيو. في 31 ديسمبر 2004، كان عدد سكانها 340 نسمة ومساحتها 28.0 كيلومتر مربع (10.8 ميل2). 
تقع ميللي على حدود البلديات التالية: بروساسكو وكارتينيانو وفراسينو وروكابرونا وسان داميانو ماكرا وبوسكا.